# Lower Eyre Peninsula Council
Koordinaten: 34° 20′ S, 135° 30′ O

Der District Council of Lower Eyre Peninsula ist ein lokales Verwaltungsgebiet (LGA) im australischen Bundesstaat South Australia. Das Gebiet ist 4.771 km² groß und hat etwa 5500 Einwohner (2016).
Lower Eyre Peninsula liegt an der Südwestspitze der Eyre-Halbinsel und ist etwa 270 km Luftlinie nordwestlich von der Metropole Adelaide. Das Gebiet beinhaltet 39 Ortsteile und Ortschaften: Big Swamp, Boston, Brimpton Lake, Charlton Gully, Coffin Bay, Coomunga, Coulta, Cummins, Edillilie, Flinders, Green Patch, Kapinnie, Karkoo, Kiana, Lake Wangary, Lincoln, Little Swamp, Louth, Louth Bay, Mitchell, Mortlock, Mount Drummond, Mount Dutton Bay, Mount Hope, North Shields, Poonindie, Proper Bay, Shannon, Sleaford, Sleaford Bay, Stamford, Tod River (Reservoir), Tulka, Uley, Ulipa, Wangary, Wanilla, Warrow, White Flat und Yeelanna. Der Verwaltungssitz des Councils befindet sich in Cummins im Nordosten der LGA, wo etwa 725 Einwohner leben (2016).

## Verwaltung
Der Council von Lower Eyre Peninsula hat sieben Mitglieder, die sechs Councillor und der Vorsitzende und Mayor (Bürgermeister) des Councils werden von den Bewohnern der LGA gewählt. Lower Eyre Peninsula ist nicht in Bezirke untergliedert.